# Courcelles-Chaussy
Courcelles-Chaussy – miejscowość i gmina we Francji, w regionie Grand Est, w departamencie Mozela.
Według danych na rok 1990 gminę zamieszkiwało 2365 osób, a gęstość zaludnienia wynosiła 124 osób/km² (wśród 2335 gmin Lotaryngii Courcelles-Chaussy plasuje się na 185. miejscu pod względem liczby ludności, natomiast pod względem powierzchni na miejscu 201.).